# رادوسلاف فيشنيافسكي
رادوسلاف فيشنيافسكي (بالبولندية: Radosław Wiśniewski)‏ هو لاعب كرة قدم بولندي في مركز الوسط، ولد في 10 سبتمبر 1992 في Kamień Pomorski ‏ في بولندا. لعب مع بالتيك غدينيا وبوغون شتشين ونادي بنفيكا ونادي لورقة.